# Estación Plaza Patria
Plaza Patria es la décimo-cuarta estación de la Línea 3 del Tren Ligero de Guadalajara en sentido sur-oriente a nor-poniente, y la quinta en sentido opuesto.
Esta estación se ubica sobre el camellón central de la avenida Manuel Ávila Camacho frente al parque del mismo nombre, cerca del límite municipal con Zapopan y del centro comercial Plaza Patria, del cual toma su nombre.
El 25 de julio de 2015, debido a las obras del Viaducto 1 de la línea 3, se realizó el desmantelamiento pieza por pieza del puente peatonal Puerta de Ingreso a Zapopan, obra del escultor Fernando González Gortázar. El puente estaba ubicado previamente en el cruce de las avenidas Ávila Camacho y Patria.
Tras su desmantelamiento, en octubre del mismo año, el presidente municipal de Zapopan, Pablo Lemus, afirmó que desconocían el paradero de las piezas del mismo. Sin embargo, El Informador dio a conocer que esta, junto a otras obras retiradas por la línea 3, se localizaron arrumbadas en un predio de la colonia El Vigía, en Zapopan. Así mismo, el ex-director de Participación Ciudadana, Emilio Laso, afirmó que las direcciones de Patrimonio, Participación Ciudadana y de la Secretaría Particular tenían conocimiento del paradero del puente.
Se tenía previsto remontar el monumento sobre Prolongación Américas frente a un centro comercial con el que se consultaría al respecto. Sin embargo, el puente no ha sido reinstalado.
El logotipo de la estación son tres pinos, representando los pinos que antes de Plaza Patria estuvieron ahí , además de la actual cercanía del centro comercial Plaza Patria con el bosque Los Colomos.  

## Puntos de interés
- Centro comercial Plaza Patria
- Complejo Panamericano de Voleibol
- Parque Ávila Camacho.
- Instituto  de Ciencias (Colegio Jesuita de Guadalajara)

## Galería

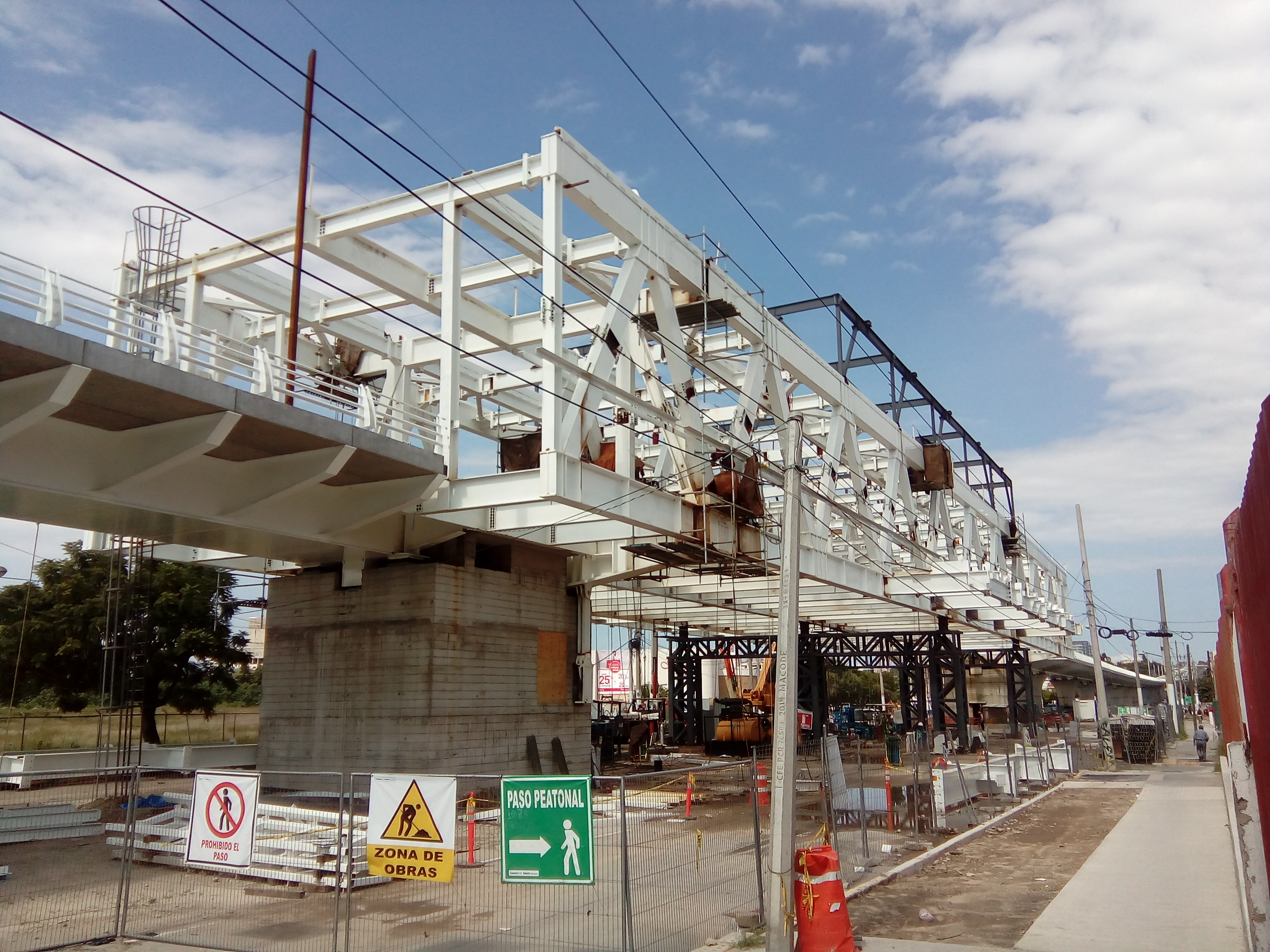
La estación durante su construcción en abril de 2017.
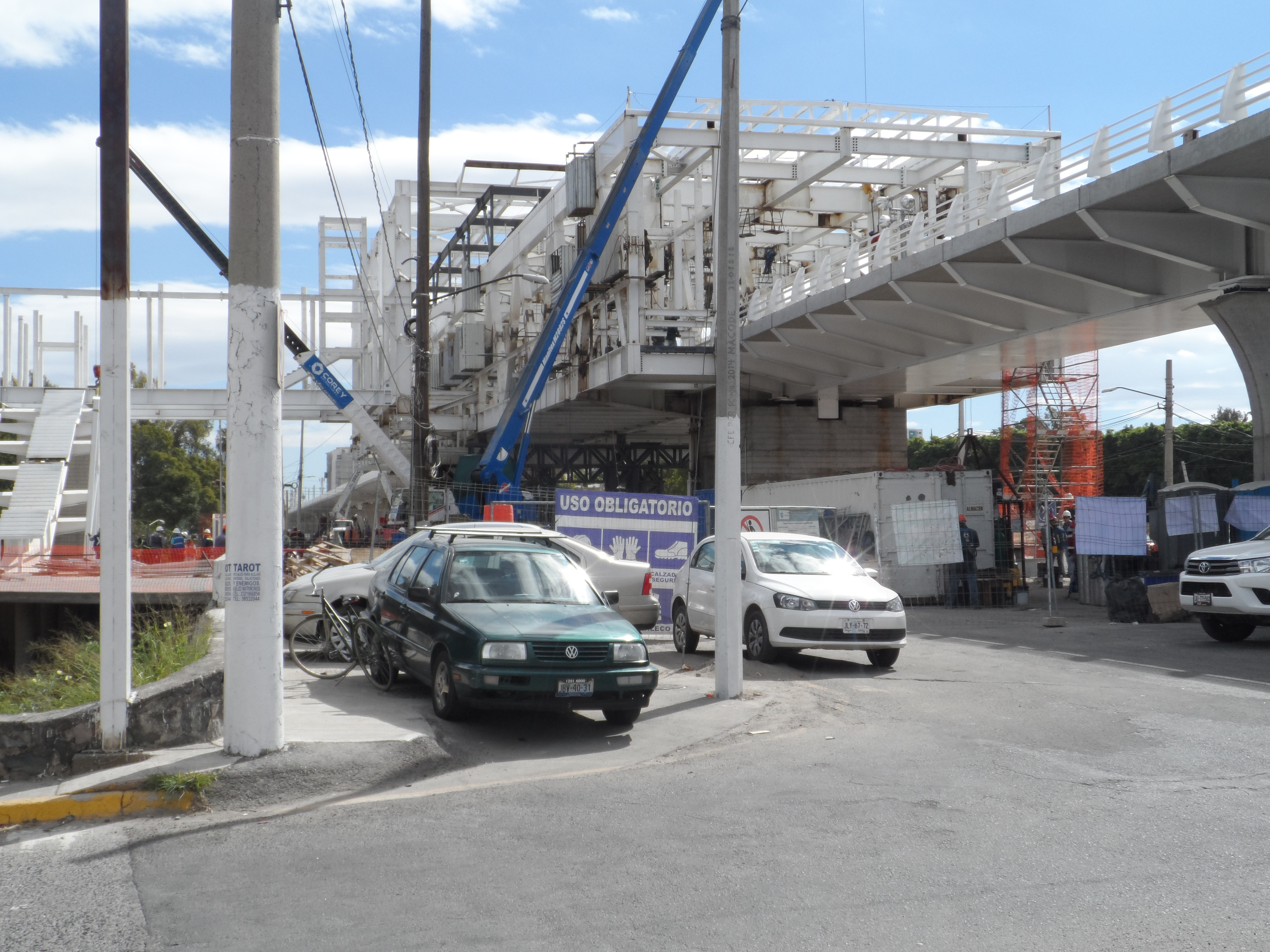
La estación durante su construcción en diciembre de 2017.
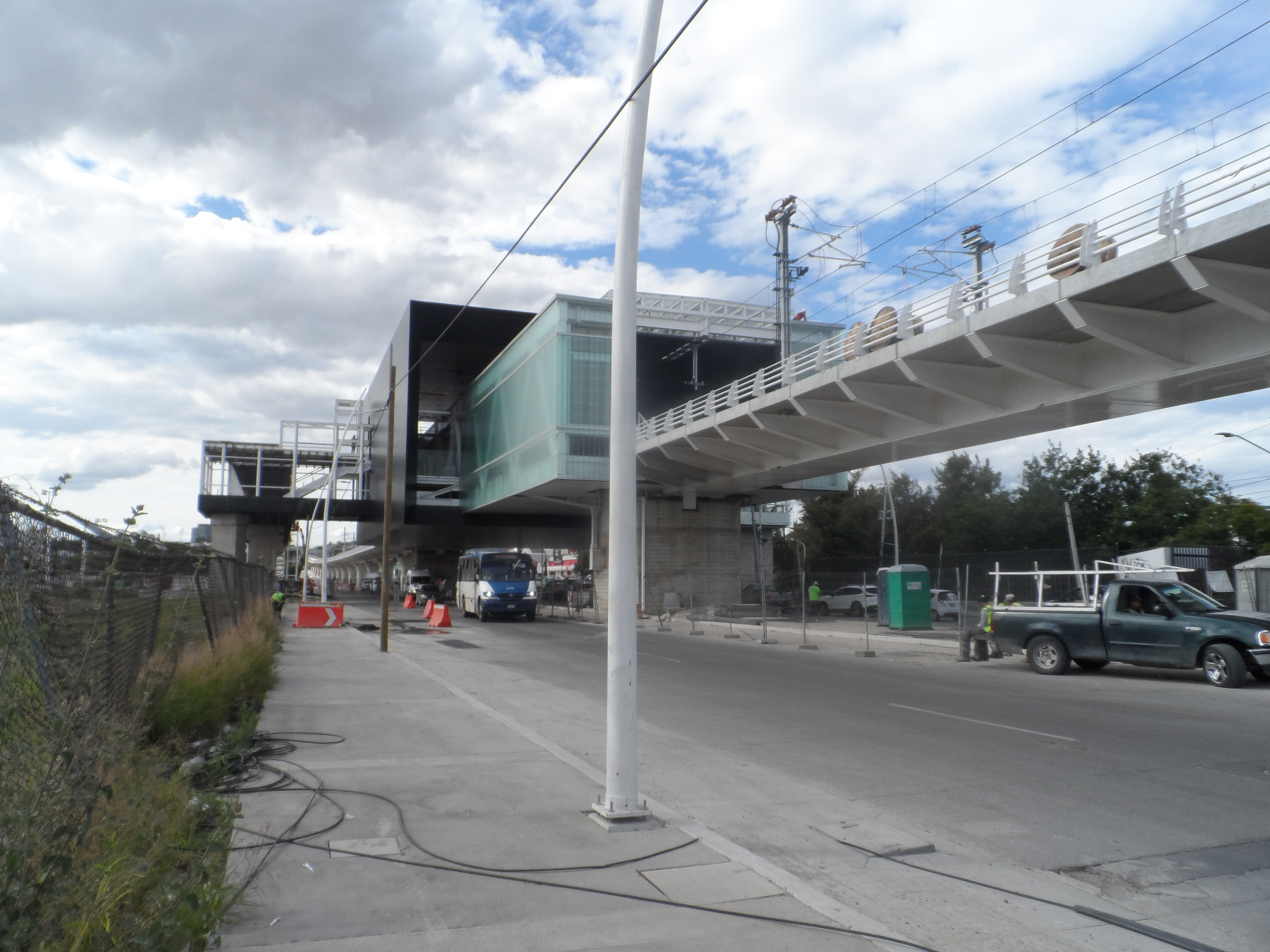
Vista exterior de la estación desde el lado sur.
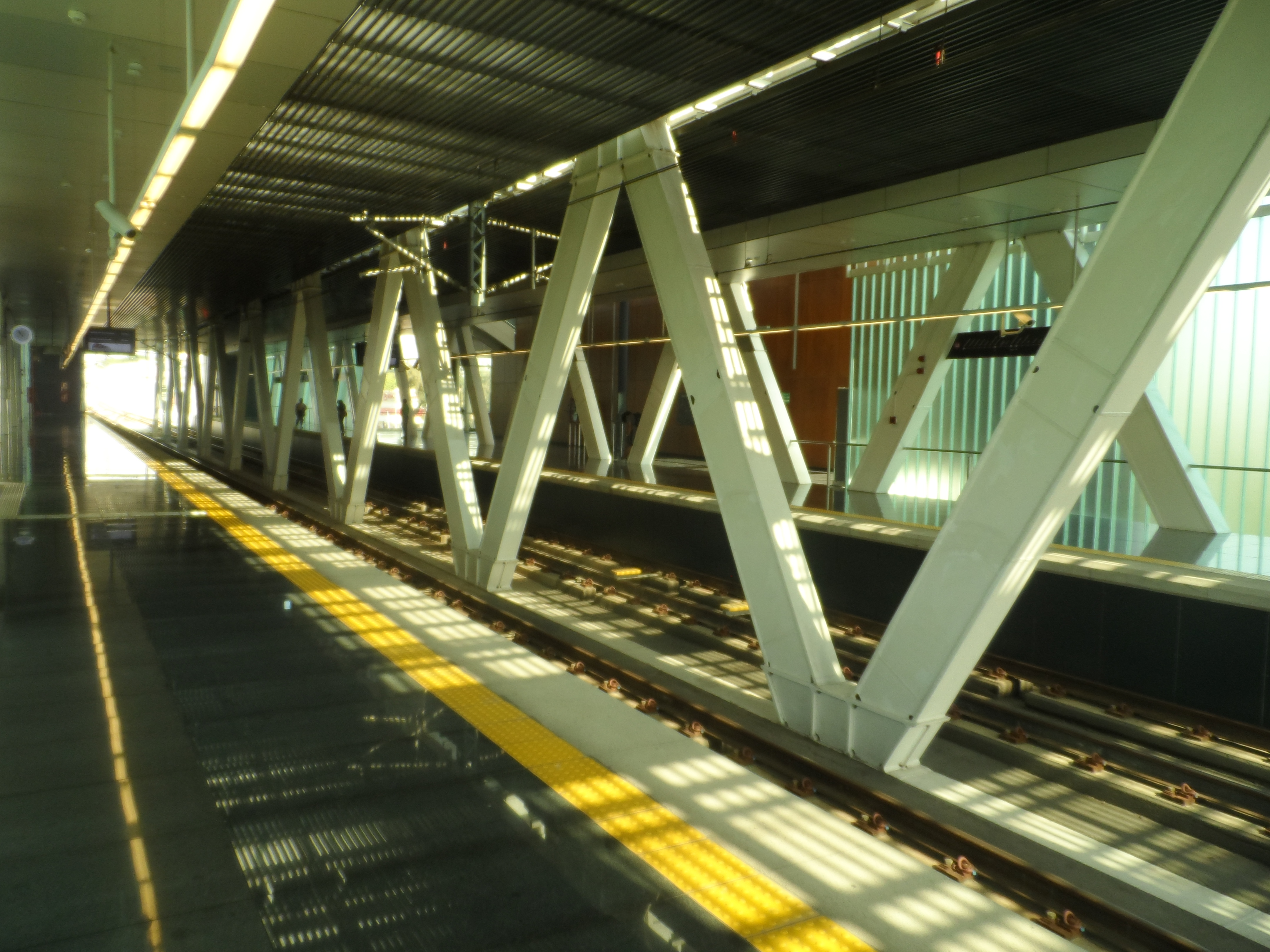
Andenes de la estación.